# Programa de Prevenção de Riscos Ambientais
O Programa de Prevenção de Riscos Ambientais (PPRA) foi o nome dado ao conjunto de ações estabelecidas pelo governo federal do Brasil entre 1994 e 2022 que visavam a preservação da saúde dos trabalhadores e da integridade/segurança dos trabalhadores.
Vale lembrar, que o PPRA não está mais vigente e foi substituído pelo Programa de Gerenciamento de Riscos (PGR).
O programa era dividido em etapas que visavam antecipar, reconhecer, avaliar (qualitativa/quantitativa) e controlar a ocorrência de riscos ambientais no ambiente de trabalho, tendo em consideração a proteção do meio ambiente e dos recursos naturais.
O objetivo do PPRA era definir uma metodologia de ação para garantir a preservação da saúde e integridade dos trabalhadores face aos riscos existentes nos ambientes de trabalho. Em uma visão geral, segundo Christianini (2010) citado por Silva (2012), sua finalidade é de “evitar acidentes que possam vir a causar danos a saúde do trabalhador” (CHRISTIANINI, 2010). Além disso, o PPRA deveria estar articulado com outras normas presentes na Portaria 3214/78, tais como: NR7-PCMSO, NR5-CIPA, NR6-EPI, NR15-Insalubridade, etc.

Elementos da prevenção de riscos e promoção da segurança e saúde ocupacionais

Durante o tempo que vigorou o PPRA no Brasil, a legislação do trabalho obrigou todas as empresas públicas e privadas a elaborarem e implementarem o PPRA, além de manter um documento-base de registro dessas ações, que incluem os seguintes tópicos:
- levantamento dos riscos;
- planejamento anual com estabelecimento de metas e prioridades;
- cronogramas;
- estratégia e metodologia de ação;
- forma do registro, manutenção e divulgação dos dados;
- periodicidade e forma de avaliação do desenvolvimento do PPRA.

## Histórico
Em 1994, o Programa de Prevenção de Riscos Ambientais (PPRA) entrou em vigor no Brasil a partir da aprovação da Norma Regulamentadora nº 9 - Riscos Ambientais, por meio da Portaria da Secretaria de Segurança e Saúde no Trabalho (SSST) n.º 25, de 29 de dezembro de 1994.
O PPRA foi substituído em 2022 pelo Programa de Gerenciamento de Riscos (PGR), que entrou em vigor em 3 de janeiro de 2022, após a aprovação da Portaria da Secretaria Especial de Previdência e Trabalho (SEPRT) do Ministério da Economia Nº 6735, de 10 de março de 2020. Essa portaria de 2020 também aprovou nova redação para a referida norma: Norma Regulamentadora nº 09 - Avaliação e Controle das Exposições Ocupacionais a Agentes Físicos, Químicos e Biológicos.
A mudança do PPRA de 1994 e entrada em vigor da PGR de 2022 ocorreu após um processo de transição que envolveu a elaboração de uma Nota Técnica SEI nº 51363/2021/ME, documento assinado pelos Auditores Fiscais do Trabalho na data de 28/10/2021.

## Agentes de Risco
Os agentes de risco que devem estar presentes no PPRA, segundo a Norma Regulamentadora nº 9 - Programa de Prevenção de Riscos Ambientais, pela redação dada na Portaria SSST n.º 25, 29 de dezembro de 1994, são os agentes químicos,físicos e biológicos:
- Os agentes físicos decorrem de processos e/ou equipamentos: Ruído, vibrações, pressões anormais, temperaturas extremas (calor ou frio), radiações ionizantes e radiações não-ionizantes
- Os agentes químicos são oriundos da manipulação e processamento de matérias primas e insumos que possam entrar pela via respiratória,pelo contato ou ser absorvidos através da pele ou organismo: Gases, vapores, poeiras, fumos, névoas e neblinas
- Os agentes biológicos são oriundos da manipulação, transformação e modificação de seres vivos microscópicos, dentre eles: bactérias, fungos, bacilos, parasitas, protozoários, vírus, entre outros.

ANSI Z535 - Aviso de Risco biológico

Apesar de ocorrerem em ambientes de trabalho, os riscos ergonômicos e os riscos mecânicos (de acidente) existentes podem ser analisados, porém não possuem previsão obrigatória na referida Norma Regulamentadora nº 9.

## Metodologia
As seguintes etapas são planejadas para implementação do PPRA:
- Antecipação e reconhecimento dos riscos;
- Estabelecimento de prioridades e metas de avaliação e controle;
- Avaliação dos riscos e da exposição dos trabalhadores;
- Implantação de medidas de controle e avaliação de sua eficácia;
- Monitoramento da exposição aos riscos;
- Registro e divulgação dos dados.

## Obrigatoriedade da implementação do PPRA
A Norma Regulamentadora 9, conforme seu objeto e campo de aplicação descrito no item 9.1.1, estabelece a obrigatoriedade de elaboração e implementação do PPRA por todos os empregadores e instituições que admitam trabalhadores como empregados.

## Opções de implementação do programa
Conforme o disposto no item 9.3.1.1 da Norma Regulamentadora nº 9 - Programa de Prevenção de Riscos Ambientais, a partir da redação dada pela Portaria SSST n.º 25, 29 de dezembro de 1994:
"A elaboração, implementação, acompanhamento e avaliação do PPRA poderão ser feitas pelo Serviço Especializado em Engenharia de Segurança e em Medicina do Trabalho - SESMT, ou por pessoa ou equipe de pessoas que, a critério do empregador, sejam capazes de desenvolver o disposto nesta NR."